# Tietz-Syndrom
Das Tietz-Syndrom ist eine sehr seltene angeborene Erkrankung mit einer Kombination von Albinismus und Taubheit.
Das Syndrom ist nicht zu verwechseln mit dem Tietze-Syndrom, einer Chondroosteopathia der Rippe.
Die Bezeichnung bezieht sich auf den Autoren der Erstbeschreibung aus dem Jahre 1960 durch den deutsch-US-amerikanischen Kinderarzt Walter Tietz.

## Verbreitung
Die Häufigkeit wird mit unter 1 zu 1.000.000 angegeben, die Vererbung erfolgt autosomal-dominant.

## Ursache
Der Erkrankung liegen „missense“-Mutationen im MITF-Gen auf Chromosom 3 Genort p13 zugrunde, welches für den Microphthalmie-assoziierten Transkriptionsfaktor kodiert.
Andere Mutationen in diesem Gen finden sich beim Waardenburg-Syndrom Typ 2A.

## Klinische Erscheinungen
Klinische Kriterien sind:
- genuiner Albinismus, zur Geburt schneeweiß, als Erwachsene helle Haut, weißes bis blondes Haar und Wimpern
- blaue Iris
- Hypoplasie der weißen Augenbrauen
- Innenohrtaubheit beidseits, Taubstummheit